# 宮沢縱一
宮沢 縦一（みやざわ じゅういち、1908年9月22日 - 2000年7月8日）は、音楽評論家。
東京都出身。京都帝国大学法学部を卒業した。在学中にエマヌエル・メッテルの指導を受ける。オペラ中心に解説、評論を行い、武蔵野音楽大学教授を務めた。1968年にNHK放送文化賞、1972年に紫綬褒章を受賞した。1987年に脳梗塞で倒れ、第一線を退いたが、以後も妻の秋子の口述筆記による「オペラシリーズ」などを出版した。

## 著書
- 傷魂 大阪新聞社東京出版局 1946年
- 名作オペラ 創元社 1954年
- 世界のオペラ 弘文堂 1955年 (アテネ文庫)
- 名作オペラ教室 中央公論社 1956年
- ビゼー 弘文堂 1958年 (アテネ文庫)
- ヨーロッパのオペラ 音楽之友社 1959年
- 音楽家物語 玉川こども百科 玉川大学出版部 誠文堂新光社 1960年
- ヨーロッパ音楽ところどころ 全音楽譜出版社 1960年
- 蝶々夫人 音楽之友社 1961年 (音楽写真文庫)
- カルメン 音楽之友社 1961年 (音楽写真文庫)
- 明治は生きている 楽壇の先駆者は語る 音楽之友社 1965年
- オペラ 物語りと名場面集 華書房 1966年
- プッチーニのすべて 名作三大オペラ「トスカ」「ボエーム」「蝶々夫人」ほか 芸術現代社 1990年7月 (みやざわじゅういち・オペラシリーズ 1)
- あなたをオペラ通にする本!! 芸術現代社 1991年4月 (みやざわじゅういち・オペラシリーズ 2)
- ビゼーとカルメン 芸術現代社 1992年3月 (みやざわじゅういち・オペラシリーズ 3)
- 私がみたオペラ名歌手名場面 講談社 1996年10月

## 参考
- 読売新聞人物データベース
- 日本人名大事典